# Пінон гребінчастий
Пі́нон гребінчастий (Ducula rubricera) — вид голубоподібних птахів родини голубових (Columbidae). Мешкає на островах Меланезії.

## Опис
Довжина птаха становить 40 см. Голова. шия, горло, груди і верхня частина спини білуваті, у представників підвиду D. r. rubricera з легким рожевуватим відтінком. Восковиця помітно збільшена, червонувата, іноді жовтувата. Покривні пера крил мають зелений, бронзовий або золотистий відблиск, мера на хвості мають блакитнуватий відблиск. Махові пера чяорнувато-сині. Нижні покривні пера крил тьмяно-сірі. Лапи пурпурово,червоні.

## Підвиди
Виділяють два підвиди:
- D. r. rubricera (Bonaparte, 1854) — острови Нова Британія, Нова Ірландія, Новий Гановер[en], Умбой[en] і сусідні острови архіпелагу Бісмарка;
- D. r. rufigula (Salvadori, 1878) — Соломонові острови (за винятком островів Реннелл і Темоту).

## Поширення і екологія
Гребінчасті пінони мешкають на островах Папуа Нової Гвінеї і Соломонових Островів. Вони живуть у вологих рівнинних тропічних лісах, на узліссях, на плантаціях какао-бобів, в парках і садах. Зустрічаються на висоті до 1200 м над рівнем моря. Живляться плодами.

## Збереження
МСОП класифікує цей вид як такий, що не потребує особливих заходів зі збереження. За оцінками дослідників, популяція гребінчастих пінонів становить від 150 до 750 тисяч птахів. Їм загрожує знищення природного середовища.